# Benedikt Härlin
 (mai 2021).
La mise en forme du texte ne suit pas les recommandations de Wikipédia : il faut le « wikifier ».
Les points d'amélioration suivants sont les cas les plus fréquents. Le détail des points à revoir est peut-être précisé sur la page de discussion.
- Les titres sont pré-formatés par le logiciel. Ils ne sont ni en capitales, ni en gras.
- Le texte ne doit pas être écrit en capitales (les noms de famille non plus), ni en gras, ni en italique, ni en « petit »…
- Le gras n'est utilisé que pour surligner le titre de l'article dans l'introduction, une seule fois.
- L'italique est rarement utilisé : mots en langue étrangère, titres d'œuvres, noms de bateaux, etc.
- Les citations ne sont pas en italique mais en corps de texte normal. Elles sont entourées par des guillemets français : « et ».
- Les listes à puces sont à éviter, des paragraphes rédigés étant largement préférés. Les tableaux sont à réserver à la présentation de données structurées (résultats, etc.).
- Les appels de note de bas de page (petits chiffres en exposant, introduits par l'outil «  Source ») sont à placer entre la fin de phrase et le point final[comme ça].
- Les liens internes (vers d'autres articles de Wikipédia) sont à choisir avec parcimonie. Créez des liens vers des articles approfondissant le sujet. Les termes génériques sans rapport avec le sujet sont à éviter, ainsi que les répétitions de liens vers un même terme.
- Les liens externes sont à placer uniquement dans une section « Liens externes », à la fin de l'article. Ces liens sont à choisir avec parcimonie suivant les règles définies. Si un lien sert de source à l'article, son insertion dans le texte est à faire par les notes de bas de page.
- La présentation des références doit suivre les conventions bibliographiques. Il est recommandé d'utiliser les modèles {{Ouvrage}}, {{Chapitre}}, {{Article}}, {{Lien web}} et/ou {{Bibliographie}}. Le mode d'édition visuel peut mettre en forme automatiquement les références.
- Insérer une infobox (cadre d'informations à droite) n'est pas obligatoire pour parachever la mise en page.

Pour une aide détaillée, merci de consulter Aide:Wikification.
Si vous pensez que ces points ont été résolus, vous pouvez retirer ce bandeau et améliorer la mise en forme d'un autre article.
Benedikt Härlin (également nommé Benny Härlin, né le 1er janvier 1957 à Stuttgart) est un journaliste et ancien homme politique des Verts allemand, fils du journaliste Peter Härlin.

## Carrière journalistique et politique
Benedikt Härlin est l'un des rédacteurs en chef du magazine radikal depuis 1977 et a fondé le "Zeitungskooperative" en 1978, une association de magazines alternatifs à Berlin. La même année, il a participé à l'établissement de la Liste alternative pour la démocratie et la protection de l'environnement et du Réseau d'entraide. Depuis 1980, il travaille pour la rédaction berlinoise du Tageszeitung. Il a traité son expérience de squatter dans plusieurs articles du journal Kursbuch et (avec Michael Sontheimer) dans le livre Potsdamer Straße - Sittenbilder und Histories.
Avec Michael Klöckner, il a été arrêté en tant que responsable de publication de radikal. Lors du procès de 1984 devant la cour d'appel de Berlin, Härlin en tant que rédacteur en chef et Klöckner pour activités journalistiques et comptables ont été condamnés à des peines de prison de deux ans et demi chacun sans libération conditionnelle. Les juges ont considéré qu'il s'agissait d'une publicité pour une organisation terroriste et d'une invitation et d'une approbation à commettre des infractions pénales. Le déroulement du procès et le verdict ont suscité des critiques publiques et ont été décrits comme un "exemple recherché" et une "menace pour la liberté de la presse". Le comportement du juge-président Dieter Palhoff a notamment été critiqué. En 1984, les Verts ont inscrit Harlin et Klöckner sur leur liste électorale pour les élections au Parlement européen. En mai 1984, il a été élu et devient membre du «groupe Arc-en-Ciel» (précurseur des Verts / ALE ). En étant élus au Parlement européen, Härlin et Klöckner jouissaient de l'immunité et n'avaient pas à purger des peines de prison. La condamnation de 1984 a été annulée par la Cour fédérale de justice en 1990.

## Opposition aux organismes génétiquement modifiés
Lors d'un séjour aux États-Unis, Härlin a rencontré Jeremy Rifkin, de qui il a entendu parler pour la première fois des organismes génétiquement modifiés. Après son retour, Härlin est devenu le critique le plus bruyant des OGM au Parlement européen. Il a dirigé des initiatives parlementaires visant à imposer au moins temporairement une interdiction complète de la libération d'organismes génétiquement modifiés en Europe, mais celles-ci ont échoué. En 1986, Härlin était l'un des fondateurs du "réseau éthique génétique".
En 1990, Härlin quitte le Parlement européen et retourne en Allemagne. Dans les années 1990, il a d'abord travaillé pour le magazine Greenpeace, puis a été directeur du bureau de Greenpeace à Berlin et a fait campagne contre les toxines environnementales. Lorsque d.es plantes transgéniques ont été approuvées pour la première fois en Europe en 1996, Härlin s'est à nouveau concentré sur le génie génétique. Il a convaincu ses collègues initialement sceptiques de Greenpeace de l'idée de prendre des mesures contre le génie génétique. Sa vision était de soulever l'opinion publique contre le génie génétique et ses producteurs afin d'arrêter la technologie. Härlin s'est vu confier la gestion des premières campagnes par Greenpeace. Lorsque les premières expéditions de produits végétaux transgéniques sont arrivées dans le port de Hambourg à l'automne 1996, elles ont été reçues par des militants de Greenpeace qui ont tenté d'empêcher l'accostage et ont déployé des affiches contre l'importation de plantes transgéniques. 
Harlin a également participé à la création et au développement du Protocole de Cartagena pour la prévention des risques biotechnologiques.
Il travaille pour la Fondation pour l'avenir de l'agriculture depuis 2002, est l'initiateur de l'initiative Save Our Seeds, qui lutte contre le génie génétique dans les semences, et de la campagne Golden Bantam. Il a organisé le congrès Planet Diversity et organise régulièrement des réunions des régions d’Europe sans OGM. De 2004 à 2008, il a représenté les organisations non gouvernementales nord-américaines et européennes au Conseil de surveillance du Rapport mondial sur l'agriculture et est membre de la Commission internationale sur l'avenir de l'alimentation.

## Publications (sélection)
(mai 2021).
- Ed.: Netzwerk Selbsthilfe e. V., rédacteur en chef: Benny Härlin: 1 Jahr Netzwerk-Selbsthilfe. Rotation, Berlin 1979,  (ISBN 3-88384-002-5) .
- avec Michael Sontheimer : Potsdamer Strasse. Sittenbilder und Geschichten. Rotbuch Verlag, Berlin 1983,  (ISBN 3-88022-274-6) .
- Friedliche Koexistenz? Landwirtschaft mit oder ohne Gentechnik. Dans: Genopoly: das Wagnis grüne Gentechnik. Ökom, Ges. Für Ökologische Kommunikation, 2003,  (ISBN 3-936581-05-3) (Volume 81–82 de Politische Ökologie), pp. 81-86.

## Filmographie
- 2016 : Bauer Unser, documentaire autrichien de Robert Schabus